# Rallye Finnland 2022

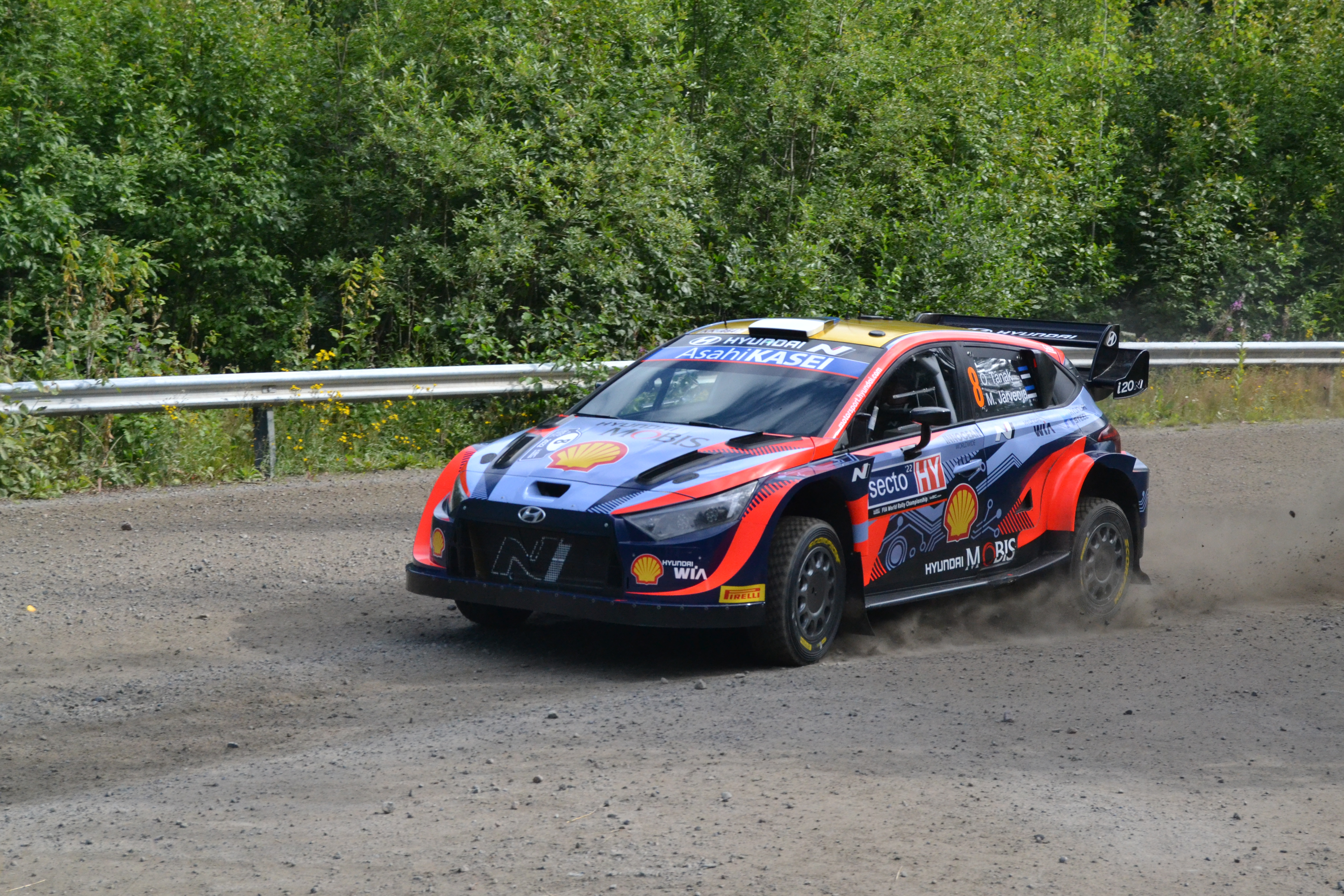
Ott Tänak bei der Rallye Finnland 2022.

Die 71. Rallye Finnland (Secto Rally Finland 2022) war der 8. Lauf zur FIA-Rallye-Weltmeisterschaft 2022. Sie dauerte vom 4. bis zum 7. August 2022 und es waren insgesamt 22 Wertungsprüfungen (WP) geplant, wovon eine (WP5) abgesagt werden musste.

## Bericht
Mit dem zweiten Rang und einem Sieg bei der Powerstage konnte Toyota-Pilot Kalle Rovanperä seine Führung auf den Sieger der Rallye Finnland, Ott Tänak im Hyundai i20 N Rally1, auf 94 Punkte Vorsprung ausbauen. Nur gerade 6,8 Sekunden lagen die beiden Kontrahenten auseinander im Ziel. Trotz eines Überschlags bei der zweitletzten Wertungsprüfung und einer fehlenden Frontscheibe, konnte Esapekka Lappi seinen beschädigten Toyota GR Yaris Rally1 als dritter ins Ziel bringen. Elfyn Evans (Toyota) wurde vierter, obwohl er am Samstag einen Aufhängungsdefekt hatte. Dahinter Hyundai-Fahrer Thierry Neuville der den zweiten Platz in der WM-Tabelle an Teamkollege Tänak abgeben musste.

## Klassifikationen

### WRC-Gesamtklassement
| WRC |                  |                  |                        |          |           |                 |      |
| 1   | Ott Tänak        | Martin Järveoja  | Hyundai i20 N Rally1   | WRC RC1  | 2:24:04.6 | 00.00:0 00:00.0 | 25+2 |
| 2   | Kalle Rovanperä  | Jonne Halttunen  | Toyota GR Yaris Rally1 | WRC RC1  | 2:24:11.4 | 00:06.8         | 18+5 |
| 3   | Esapekka Lappi   | Janne Ferm       | Toyota GR Yaris Rally1 | WRC RC1  | 2:25:25.3 | 01:20.7 01:13.9 | 15   |
| 4   | Elfyn Evans      | Scott Martin     | Toyota GR Yaris Rally1 | WRC RC1  | 2:25:42.2 | 01:37.6 00:16.9 | 12+4 |
| 5   | Thierry Neuville | Martijn Wydaeghe | Hyundai i20 N Rally1   | WRC RC1  | 2:26:22.6 | 02:18.0 00:40.4 | 10+1 |
| 6   | Takamoto Katsuta | Aaron Johnston   | Toyota GR Yaris Rally1 | WRC RC1  | 2:27:13.6 | 03:09.0 00:51.0 | 8    |
| 7   | Gus Greensmith   | Jonas Andersseon | Ford Puma Rally1       | WRC RC1  | 2:28:01.6 | 03:57.0 00:48.0 | 6    |
| 8   | Emil Lindholm    | Reeta Hämäläinen | Škoda Fabia Rally2 evo | WRC2 RC2 | 2:33:43.6 | 09:39.0 05:42.0 | 4    |
| 9   | Jari Huttunen    | Mikko Lukka      | Ford Puma Rally1       | WRC RC1  | 2:34:36.2 | 10:31.6 00:52.6 | 2    |
| 10  | Egon Kaur        | Silver Simm      | Volkswagen Polo GTI R5 | WRC2 RC2 | 2:35:36.7 | 11:32.1 01:00.5 | 1    |

Insgesamt wurden 34 von 44 gemeldeten Fahrzeugen klassiert.

### WRC2
| Rang   | Fahrer        | Co-Pilot         | Auto                   | Klasse   | Zeit      | Rückstand Sieger Rückstand V | Punkte |
| ------ | ------------- | ---------------- | ---------------------- | -------- | --------- | ---------------------------- | ------ |
| 1 (8)  | Emil Lindholm | Reeta Hämäläinen | Škoda Fabia Rally2 evo | WRC2 RC2 | 2:33:43.6 | 0:00.0                       | 25     |
| 2 (10) | Egon Kaur     | Silver Simm      | Volkswagen Polo GTI R5 | WRC2 RC2 | 2:35:36.7 | 1:53.1                       | 18     |
| 3 (11) | Hayden Paddon | John Kennard     | Hyundai i20 N Rally2   | WRC2 RC2 | 2:35:47.3 | 2:03.7 0:10.6                | 15     |

### WRC3
| Rang   | Fahrer        | Co-Pilot         | Auto               | Klasse   | Zeit      | Rückstand Sieger Rückstand V | Punkte |
| ------ | ------------- | ---------------- | ------------------ | -------- | --------- | ---------------------------- | ------ |
| 1 (16) | Lauri Joona   | Tuukka Shemeikka | Ford Fiesta Rally3 | WRC3 RC3 | 2:42:52.5 | 00:00.0                      | 25     |
| 2 (19) | Jan Černý     | Jan Tománek      | Ford Fiesta Rally3 | WRC3 RC3 | 2:47:16.3 | 04:23.8                      | 18     |
| 3 (27) | Henri Timonen | Jussi Kärpijoki  | Ford Fiesta Rally3 | WRC3 RC3 | 3:01:13.7 | 18:21.2 13:57.4              | 15     |

## Wertungsprüfungen
Zeitzone UTC+3
| Datum     | Zeit  | Nr.                              | Name                             | Länge                            | Gewinner                                                                          | Co-Pilot                                                                 | Auto                                                         | Zeit                             | Leader           |
| --------- | ----- | -------------------------------- | -------------------------------- | -------------------------------- | --------------------------------------------------------------------------------- | ------------------------------------------------------------------------ | ------------------------------------------------------------ | -------------------------------- | ---------------- |
| 4. August | 09:01 | —                                | Rannankylä (Shakedown)           | 4,48 km                          | Kalle Rovanperä                                                                   | Jonne Halttunen                                                          | Toyota GR Yaris Rally1                                       | 01:56.1                          |                  |
| 4. August | 19:08 | WP1                              | Harju 1                          | 3,48 km                          | Thierry Neuville                                                                  | Martijn Wydaeghe                                                         | Hyundai i20 N Rally1                                         | 02:41.7                          | Thierry Neuville |
| 5. August | 06:55 | Service Park Jyväskylä (15 Min.) | Service Park Jyväskylä (15 Min.) | Service Park Jyväskylä (15 Min.) | Service Park Jyväskylä (15 Min.)                                                  | Service Park Jyväskylä (15 Min.)                                         | Service Park Jyväskylä (15 Min.)                             | Service Park Jyväskylä (15 Min.) | Thierry Neuville |
| 5. August | 08:00 | WP2                              | Laukaa 1                         | 11,75 km                         | Ott Tänak                                                                         | Martin Järveoja                                                          | Hyundai i20 N Rally1                                         | 05:24.6                          | Ott Tänak        |
| 5. August | 08:55 | WP3                              | Lankamaa 1                       | 21,69 km                         | Esapekka Lappi                                                                    | Janne Ferm                                                               | Toyota GR Yaris Rally1                                       | 09:59.0                          | Ott Tänak        |
| 5. August | 10:55 | Service Park Jyväskylä (30 Min.) | Service Park Jyväskylä (30 Min.) | Service Park Jyväskylä (30 Min.) | Service Park Jyväskylä (30 Min.)                                                  | Service Park Jyväskylä (30 Min.)                                         | Service Park Jyväskylä (30 Min.)                             | Service Park Jyväskylä (30 Min.) | Ott Tänak        |
| 5. August | 12:15 | WP4                              | Laukaa 2                         | 11,75 km                         | Ott Tänak                                                                         | Martin Järveoja                                                          | Hyundai i20 N Rally1                                         | 05:19.9                          | Ott Tänak        |
| 5. August | 13:10 | WP5                              | Lankamaa 2                       | 21,69 km                         | abgesagt                                                                          | abgesagt                                                                 | abgesagt                                                     | abgesagt                         | Ott Tänak        |
| 5. August | 14:30 | WP6                              | Harju 2                          | 2,01 km                          | Takamoto Katsuta                                                                  | Aaron Johnston                                                           | Toyota GR Yaris Rally1                                       | 01:33.5                          | Ott Tänak        |
| 5. August | 15:35 | Service Park Jyväskylä (30 Min.) | Service Park Jyväskylä (30 Min.) | Service Park Jyväskylä (30 Min.) | Service Park Jyväskylä (30 Min.)                                                  | Service Park Jyväskylä (30 Min.)                                         | Service Park Jyväskylä (30 Min.)                             | Service Park Jyväskylä (30 Min.) | Ott Tänak        |
| 5. August | 17:00 | WP7                              | Ässämäki 1                       | 12,31 km                         | Ott Tänak                                                                         | Martin Järveoja                                                          | Hyundai i20 N Rally1                                         | 05:42.5                          | Ott Tänak        |
| 5. August | 17:53 | WP8                              | Sahloinen-Moksi 1                | 15,70 km                         | Esapekka Lappi                                                                    | Janne Ferm                                                               | Toyota GR Yaris Rally1                                       | 07:10.4                          | Ott Tänak        |
| 5. August | 19:13 | WP9                              | Ässämäki 2                       | 12,31 km                         | Esapekka Lappi                                                                    | Janne Ferm                                                               | Toyota GR Yaris Rally1                                       | 05:37.6                          | Ott Tänak        |
| 5. August | 20:06 | WP10                             | Sahloinen-Moksi 2                | 15,70 km                         | Esapekka Lappi                                                                    | Janne Ferm                                                               | Toyota GR Yaris Rally1                                       | 07:05.9                          | Ott Tänak        |
| 5. August | 21:21 | Service Park Jyväskylä (45 Min.) | Service Park Jyväskylä (45 Min.) | Service Park Jyväskylä (45 Min.) | Service Park Jyväskylä (45 Min.)                                                  | Service Park Jyväskylä (45 Min.)                                         | Service Park Jyväskylä (45 Min.)                             | Service Park Jyväskylä (45 Min.) | Ott Tänak        |
| 6. August | 06:05 | Service Park Jyväskylä (15 Min.) | Service Park Jyväskylä (15 Min.) | Service Park Jyväskylä (15 Min.) | Service Park Jyväskylä (15 Min.)                                                  | Service Park Jyväskylä (15 Min.)                                         | Service Park Jyväskylä (15 Min.)                             | Service Park Jyväskylä (15 Min.) | Ott Tänak        |
| 6. August | 08:08 | WP11                             | Päijälä 1                        | 20,19 km                         | Elfyn Evans                                                                       | Scott Martin                                                             | Toyota GR Yaris Rally1                                       | 09:38.1                          | Ott Tänak        |
| 6. August | 09:08 | WP12                             | Rapsula 1                        | 20,56 km                         | Kalle Rovanperä                                                                   | Jonne Halttunen                                                          | Toyota GR Yaris Rally1                                       | 09:57.6                          | Ott Tänak        |
| 6. August | 10:08 | WP13                             | Patajoki 1                       | 13,75 km                         | Kalle Rovanperä                                                                   | Jonne Halttunen                                                          | Toyota GR Yaris Rally1                                       | 06:34.2                          | Ott Tänak        |
| 6. August | 11:08 | WP14                             | Vekkula 1                        | 20,65 km                         | Ott Tänak                                                                         | Martin Järveoja                                                          | Hyundai i20 N Rally1                                         | 10:12.6                          | Ott Tänak        |
| 6. August | 13:20 | Service Park Jyväskylä (30 Min.) | Service Park Jyväskylä (30 Min.) | Service Park Jyväskylä (30 Min.) | Service Park Jyväskylä (30 Min.)                                                  | Service Park Jyväskylä (30 Min.)                                         | Service Park Jyväskylä (30 Min.)                             | Service Park Jyväskylä (30 Min.) | Ott Tänak        |
| 6. August | 15:38 | WP15                             | Päijälä 2                        | 20,19 km                         | Kalle Rovanperä                                                                   | Jonne Halttunen                                                          | Toyota GR Yaris Rally1                                       | 09:27.9                          | Ott Tänak        |
| 6. August | 16:38 | WP16                             | Rapsula 2                        | 20,56 km                         | Kalle Rovanperä                                                                   | Jonne Halttunen                                                          | Toyota GR Yaris Rally1                                       | 09:35.8                          | Ott Tänak        |
| 6. August | 17:38 | WP17                             | Patajoki 2                       | 13,75 km                         | Ott Tänak                                                                         | Martin Järveoja                                                          | Hyundai i20 N Rally1                                         | 06:25.2                          | Ott Tänak        |
| 6. August | 18:38 | WP18                             | Vekkula 2                        | 20,65 km                         | Kalle Rovanperä                                                                   | Jonne Halttunen                                                          | Toyota GR Yaris Rally1                                       | 09:56.8                          | Ott Tänak        |
| 6. August | 20:18 | Service Park Jyväskylä (45 Min.) | Service Park Jyväskylä (45 Min.) | Service Park Jyväskylä (45 Min.) | Service Park Jyväskylä (45 Min.)                                                  | Service Park Jyväskylä (45 Min.)                                         | Service Park Jyväskylä (45 Min.)                             | Service Park Jyväskylä (45 Min.) | Ott Tänak        |
| 7. August | 07:15 | Service Park Jyväskylä (15 Min.) | Service Park Jyväskylä (15 Min.) | Service Park Jyväskylä (15 Min.) | Service Park Jyväskylä (15 Min.)                                                  | Service Park Jyväskylä (15 Min.)                                         | Service Park Jyväskylä (15 Min.)                             | Service Park Jyväskylä (15 Min.) | Ott Tänak        |
| 7. August | 08:23 | WP19                             | Oittila 1                        | 10,84 km                         | Ott Tänak                                                                         | Martin Järveoja                                                          | Hyundai i20 N Rally1                                         | 05:19.5                          | Ott Tänak        |
| 7. August | 09:38 | WP20                             | Ruuhimäki 1                      | 11,12 km                         | Ott Tänak                                                                         | Martin Järveoja                                                          | Hyundai i20 N Rally1                                         | 05:22.9                          | Ott Tänak        |
| 7. August | 11:01 | WP21                             | Oittila 2                        | 10,84 km                         | Kalle Rovanperä                                                                   | Jonne Halttunen                                                          | Toyota GR Yaris Rally1                                       | 05:17.6                          | Ott Tänak        |
| 7. August | 13:18 | WP22                             | Ruuhimäki 2 (Power Stage)        | 11,12 km                         | 1. Kalle Rovanperä 2. Elfyn Evans 3. Craig Breen 4. Ott Tänak 5. Thierry Neuville | Jonne Halttunen Scott Martin Paul Nagle Martin Järveoja Martijn Wydaeghe | Toyota GR Yaris Rally1 Ford Puma Rally1 Hyundai i20 N Rally1 | 05:17.1 05:20.2 05:20.3          | Ott Tänak        |